# Telmatobius brevipes
Telmatobius brevipes és una espècie de granota que viu al Perú als boscos de muntanya o els canals dels conreus de més de 2000m d'altitud. Es considera en perill d'extinció per quitridiomicosi, una malaltia que està delmant la població de granotes locals. La contaminació de l'aigua on viu pot agreujar la seva situació, però manquen estudis per assegurar-ne la conservació i conèixer millor la distribució d'aquest animal.